# Les Deux Anglaises et le Continent
Les Deux Anglaises et le Continent (bra: Duas Inglesas e o Amor ou As Duas Inglesas e o Amor; prt: As Duas Inglesas e o Continente) é um filme francês de 1971, do gênero comédia romântico-dramática, dirigido por François Truffaut, com roteiro de Jean Gruault e do próprio diretor baseado no romance homônimo de Henri-Pierre Roché.

## Sinopse
Na Paris dos primeiros anos do século 20, o jovem de classe média Claude Roc conhece a inglesa Ann Brown, que o convida para passar alguns dias em sua casa, onde já moram sua mãe e a irmã, Muriel. Durante a estadia, Claude e as duas irmãs formam um intrincado e tenso triângulo amoroso.